# Пунически език
Пуническият език или Картагенски език (от названието, с което римляните са наричали картагенците – пуни), е изчезнал семитски език, говорен през античността в Средиземноморието и по-специално в Северна Африка и няколко острова в Средиземно море. Пуническият език принадлежал на хората на пуническата култура.
Пуническият се е обособил от разнообразните диалектни рамки на финикийския език, говорен по финикийското крайбрежие и в Северна Африка, включително и в Картаген, и по цялото Средиземноморие. Известен е от запазени надписи и лични имена. Пиесата Poenulus от Плавт съдържа няколко израза от говоримия по него време пунически, които днес са обект на специален интерес и лингвистични изследвания, тъй като, за разлика от запазените надписи на пунически, съдържат на латински гласни звукове. 
За пуническата граматика се съди от финикийските езици. Немногобройните латински източници разкриват, че финикийската реч имала 12 части на речта, от които 8 традиционни (съществително, местоимение, глагол, прилагателно, наречие, предлог, съюз и междуметие), както артикулируеми и безлични форми на речта като инфинитив и герундий, (на лат. „gerundium“).
Августин от Хипон обикновено се счита за последния голям античен писател, който е имал известни познания на/за пунически. Той се и намира за „основен източник при оцеляването на (късно)пуническия“. Според него, близо 5 века след превземането на Картаген от Древен Рим, пуническият език е все още говорим в този регион на Северна Африка (днешен Тунис). Както ни предава Августин Блажени, по това време все още е имало хора, които се наричат „ханаанци“ (т.е. именно: картагенци). 
През 1565 г. на историческа основа (легендите за титаничния античен сблъсък между Рим и Картаген) и под въздействие на популярната по това време култура (Евреинът от Малта) е изказана идеята, че съвременният малтийски език има пуническа основа. Тази теория впоследствие е напълно дискредитирана, защото се оказва, че тогавашният малтийски език е продукт от смесването на сицилианско-арабски с италиански. 